# Wymrażacz

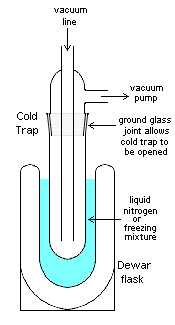
Wymrażacz jako element linii próżniowej

Budowa wymrażacza składanego

Wymrażacz (wymrażarka) – sprzęt laboratoryjny służący do wymrażania cieczy i ciał stałych z fazy gazowej. Składa się z cylindrycznego naczynia z wejściem i wyjściem, zanurzonego w cieczy chłodzącej (np. w ciekłym azocie). Podczas przepływu gazu, obecne w nim substancje o niższych temperaturach wrzenia ulegają kondensacji do fazy ciekłej lub stałej.
Wymrażacze dwuczęściowe (C na rysunku) zazwyczaj składają się z grubościennego naczynia ze szlifem żeńskim (B na rysunku) i nasadki (A na rysunku) ze szlifem męskim. Wyprowadzenia zakończone są oliwkami. Długość rurki jest zazwyczaj tak dobierana, aby po zmontowaniu całości dochodziła do ok. połowy długości zestawu.
Niektóre wymrażacze, które są stosowane w liniach próżniowych, mają na wylocie rurek zamiast oliwek szlify, które umożliwiają montowanie ich bezpośrednio do tych linii. Niektóre linie próżniowe są też konstruowane z wymrażaczami na stałe wtopionymi w ich konstrukcję.
Istnieją też wymrażacze jednoczęściowe, w których nasadka z rurkami jest wtopiona do probówki na stałe. Pozwala to na uniknięcie potencjalnych nieszczelności na szlifie, utrudnia jednak wydobywanie skondensowanych substancji z wnętrza.
Wymrażacze są stosowane jako zabezpieczenia pomp próżniowych przed oparami zanieczyszczeń, do oczyszczania gazów z zanieczyszczeń oraz do wydzielania pożądanych substancji obecnych w gazie.